# Lotar I., car Svetog Rimskog Carstva
Lotar I. (?, 795. – Prüm, 2. ožujka 855.) bio je kralj Italije i car Svetog Rimskog Carstva od 840. do 855. godine.
Lotar je bio najstariji sin Ermengarde i Ludviga I. Pobožnog, cara Svetog Rimskog Carstva. Svoja prva dva desetljeća života Lotar provodi na dvoru svog djeda Karla Velikog. Njegova smrt rezultira pokušajem Ludviga Pobožnog za reorganizacijom države kako bi Lotar postao njegov jedini nasljednik čime bi se napokon završilo s tradicionalnom franačkom podjelom države između njega i braće. Po dogovoru iz 817. godine Lotar postaje očev suvladar i kralj Italije dok njegova braća Pipin i Ludvig Njemački dobivaju Akvitaniju i Bavarsku. Prvobitni dogovor vrijedi sve do 829. godine kada pokušaj Ludviga  Pobožnog da udijeli teritorij i svom najmlađem sinu, budućem Karlu II., izaziva bijes Lotara. On se uz pomoć ostale braće buni protiv oca kojega 830. godine nakratko prisiljava na abdikaciju. Njegova restauracija sljedeće godine predstavlja Lotarov poraz nakon čega je prisiljen provoditi sljedeće godine u Italiji. Drugi neuspješni pokušaj bratske pobune biva ugušen 834. godine čime je sudbina budućeg cara zapečaćena do smrti njegovog oca.
Kada ga na svojoj samrtnoj postelji 840. Ludvig proglašava budućim carem Lotar to shvaća kao znak potrebe povrata državnog jedinstva Franačkog Carstva. Odluka njegove braće Karla II. i Ludviga Njemačkog da ne priznaju njegovo vrhovništvo rezultira ratom. Odlučujuća bitka rata vodi se kod Fontenaja 25. lipnja 841. godine kada je Lotarova vojska pretrpjela katastrofalan poraz, a pobjedu su izvojevala njegova braća. Kratko vrijeme po završetku bitke Lotar bježi iz svog glavnog grada Aachena u koji ubrzo ulaze protivnički vojnici. 
Posljedica ratnog poraza je podjela Franačke Karla Velikog koju Lotar više nije u stanju spriječiti. Po dogovoru iz Verduna 843. Lotar ostaje car Svetog Rimskog Carstva, kralj Italije i kralj centralne franačke države, dok njegov brat Karlo II. postaje kralj Zapadnog Franačkog Carstva (Francuska), a drugi brat Ludvig Njemački postaje car Istočno Franačkog Carstva (Njemačka).
Ostatak svoga života Lotar provodi na današnjem širem području Niskih Zemalja (vidi Beneluks) dok svom sinu Luju prepušta upravljanje Italijom.
Osjećajući krajem 854. da mu ostaje još malo za živjeti, Lotar donosi odluku da prije svoje smrti mora riješiti pitanje nasljeđivanja pošto ima 3 sina. Tada se odlučuje na identičnu grešku svoga oca o podjeli države protiv koje se on tako žestoko borio. Carsku titulu i Italiju prepušta svojem sinu Luju II., kraljevstvo središnje franačke države prepušta sinu Lotru II. zbog čega će taj dio svijeta uskoro dobiti ime Lotaringija (Lorena), a Provansu je dobio sin Karlo Provansalski.
Lotarova žena bila je Ermengarda Turška. Ermengardina i Lotarova djeca:
- Ludovik II., car Svetog Rimskog Carstva
- Hiltruda
- Berta
- kći
- Gizela
- Lotar II. Lotarinški
- Rotruda
- Karlo Provansalski

## Poveznice
- Popis njemačkih kraljeva i njemačko-rimskih careva

| Prethodnik:       | Car Svetog Rimskog Carstva | Nasljednik: |
| Ludvig I. Pobožni | Car Svetog Rimskog Carstva | Luj II.     |